# Ole-Johan Dahl
Ole-Johan Dahl (Mandal, 12. listopada 1931. – Asker, 29. lipnja 2002.) bio je norveški računalni znanstvenik koji je radio kao profesor računarstva na Sveučilištu u Oslu. Smatra se, s Kristenom Nygaardom, idejnim pokretačem Simule i objektno orijentiranog programiranja.
Dahl je rođen u Mandalu u Norveškoj. Kad je imao sedam godina, njegova se obitelj preselila u Drammen. Tijekom njemačke okupacije Norveške u Drugom svjetskom ratu, kad je Dahl imao trinaest godina, cijela je obitelj pobjegla u Švedsku, a nakon završetka rata i povratka u Norvešku, Dahl je studirao numeričku matematiku na Sveučilištu u Oslu.
Dahl je 1968. godine postao redoviti profesor na Sveučilištu u Oslu i bio je nadaren učitelj, ali i istraživač. Ovdje je radio na Hijerarhijskim programskim strukturama, vjerojatno njegovoj najutjecajnijoj publikaciji, koja se pojavila u koautorstvu s C. A. R. Hoareom u utjecajnoj knjizi Dahla, Edsgera Dijkstre i Hoarea Structured Programming iz 1972., možda najpoznatijoj akademskoj knjizi u svijetu softvera tijekom 1970-ih. Kako je njegova karijera napredovala, Dahl se sve više zanimao za korištenje formalnih metoda. Njegova stručnost kretala se od praktične primjene ideja do njihove formalne matematičke podloge kako bi se osigurala valjanost pristupa. 
Dahl je široko prihvaćen kao najveći norveški računalni znanstvenik. S Kristenom Nygaardom, proizveo je početne ideje za objektno orijentirano programiranje (OOP) tijekom 1960-ih u Norveškom računskom centru (Norsk Regnesentral, NR) kao dio Simule I (1961. – 1965.) i Simule 67 (1965. – 1968.). simulacijski programski jezici, koji su započeli kao proširena varijanta i nadskup ALGOL 60. 
Dahl i Nygaard prvi su razvili koncepte klase, potklase (dopuštajući implicitno skrivanje informacija), nasljeđivanja, dinamičkog stvaranja objekata itd., sve važne aspekte paradigme OOP-a. Objekt je samostalna komponenta (sa strukturom podataka i pridruženim procedurama ili metodama) u softverskom sustavu. Objektno orijentirani pristup sada je sveprisutan u modernom razvoju softvera, uključujući široko korištene imperativne programske jezike kao što su C++ i Java.
Dobio je Turingovu nagradu za svoj rad 2001. (s Kristenom Nygaardom). Dobio je 2002. medalju John von Neumann Instituta inženjera elektrotehnike i elektronike (IEEE) (s Kristenom Nygaardom) i imenovan je zapovjednikom Kraljevskog norveškog reda svetog Olava 2000.
Udruga Internationale pour les Technologies Objets nazvala je nagradu Dahl-Nygaard po Dahlu.